# Лобовое сопротивление

Четыре силы, действующие на самолёт

Лобовое сопротивление — сила, препятствующая движению тел в жидкостях и газах. Лобовое сопротивление складывается из двух типов сил: сил касательного (тангенциального) трения, направленных вдоль поверхности тела, и сил давления, направленных по нормали к поверхности. Сила сопротивления является диссипативной силой и всегда направлена против вектора скорости тела в среде. Наряду с подъёмной силой является составляющей полной аэродинамической силы.
Сила лобового сопротивления обычно представляется в виде суммы двух составляющих: сопротивления при нулевой подъёмной силе и индуктивного сопротивления. Каждая составляющая характеризуется своим собственным безразмерным коэффициентом сопротивления и определённой зависимостью от скорости движения.
Лобовое сопротивление может способствовать как обледенению летательных аппаратов (при низких температурах воздуха), так и вызывать нагревание лобовых поверхностей ЛА при сверхзвуковых скоростях ударной ионизацией.

Траектории трёх объектов (угол запуска — 70°, Distance — расстояние, Height — высота). Чёрный объект не испытывает никакого сопротивления и движется по параболе, на голубой объект действует закон Стокса, на зелёный объект — закон вязкости Ньютона

| Поток и форма препятствия | Сопротивление формы | Влияние вязкости на трение |
|                           | 0%                  | ~100 %                     |
|                           | ~10%                | ~90 %                      |
|                           | ~90%                | ~10 %                      |
|                           | 100%                | 0%                         |

## Сопротивление при нулевой подъёмной силе
Эта составляющая сопротивления не зависит от величины создаваемой подъёмной силы и складывается из профильного сопротивления крыла, сопротивления элементов конструкции самолёта, не вносящих вклад в подъёмную силу, и волнового сопротивления. Последнее является существенным при движении с около- и сверхзвуковой скоростью, и вызвано образованием ударной волны, уносящей значительную долю энергии движения. Волновое сопротивление возникает при достижении самолётом скорости, соответствующей критическому числу Маха, когда часть потока, обтекающего крыло самолёта, приобретает сверхзвуковую скорость. Критическое число М тем больше, чем больше угол стреловидности крыла, чем более заострена передняя кромка крыла и чем оно тоньше.
Сила сопротивления направлена против скорости движения, её величина пропорциональна характерной площади S, плотности среды ρ и квадрату скорости V:
{\displaystyle F=C_{F}{\frac {\rho V^{2}}{2}}S}
{\displaystyle C_{F}} — безразмерный аэродинамический коэффициент сопротивления, получается из критериев подобия, например, чисел Рейнольдса и Фруда в аэродинамике.
Определение характерной площади зависит от формы тела:
- в простейшем случае (шар) — площадь поперечного сечения;
- для крыльев и оперения — площадь крыла/оперения в плане (площадь проекции крыла при виде сверху);
- для пропеллеров и несущих винтов вертолётов — либо площадь лопастей, либо ометаемая площадь винта;
- для подводных объектов обтекаемой формы — площадь смачиваемой поверхности;
- для продолговатых тел вращения, ориентированных вдоль потока (фюзеляж, оболочка дирижабля) — приведённая волюметрическая площадь, равная V2/3, где V — объём тела.

Мощность, требуемая для преодоления данной составляющей силы лобового сопротивления, пропорциональна кубу скорости ({\displaystyle P=F\cdot V=C_{F}{\dfrac {\rho V^{3}}{2}}S}).

## Индуктивное сопротивление в аэродинамике
Индуктивное сопротивление (англ. lift-induced drag) — это следствие образования подъёмной силы на крыле конечного размаха. Несимметричное обтекание крыла приводит к тому, что поток воздуха сбегает с крыла под углом к набегающему на крыло потоку (т. н. скос потока). Таким образом, во время движения крыла происходит постоянное ускорение массы набегающего воздуха в направлении, перпендикулярном направлению полёта, и направленном вниз. Это ускорение, во-первых, сопровождается образованием подъёмной силы, а во-вторых — приводит к необходимости сообщать ускоряющемуся потоку кинетическую энергию. Количество кинетической энергии, необходимое для сообщения потоку скорости, перпендикулярной направлению полёта, и будет определять величину индуктивного сопротивления. На величину индуктивного сопротивления оказывает влияние не только величина подъёмной силы (так, в случае отрицательной работы подъёмной силы направление вектора индуктивного сопротивления противоположно вектору силы, обусловленной тангенсальным трением), но и её распределение по размаху крыла. Минимальное значение индуктивного сопротивления достигается при эллиптическом распределении подъёмной силы по размаху.
При проектировании крыла этого добиваются следующими методами:
- выбором рациональной формы крыла в плане;
- применением геометрической и аэродинамической крутки;
- установкой вспомогательных поверхностей — вертикальных законцовок крыла.

Индуктивное сопротивление пропорционально квадрату подъёмной силы Y, и обратно пропорционально площади крыла S, его удлинению {\displaystyle \lambda }, плотности среды ρ и квадрату скорости V:
{\displaystyle F_{i}=C_{F_{i}}{\frac {\rho V^{2}}{2}}S={\frac {C_{y}^{2}}{\pi \lambda }}{\frac {\rho V^{2}}{2}}S={\frac {1}{\pi \lambda }}{\frac {Y^{2}}{{\frac {\rho V^{2}}{2}}S}}}
Таким образом, индуктивное сопротивление вносит существенный вклад при полёте на малой скорости (и, как следствие, на больших углах атаки). Оно также увеличивается при увеличении веса самолёта.

## Суммарное сопротивление
Является суммой всех видов сил сопротивления:
{\displaystyle F=F_{0}+F_{i}}
Так как сопротивление при нулевой подъёмной силе {\displaystyle F_{0}} пропорционально квадрату скорости, а индуктивное {\displaystyle F_{i}} — обратно пропорционально квадрату скорости, то они вносят разный вклад при разных скоростях. С ростом скорости {\displaystyle F_{0}} растёт, а {\displaystyle F_{i}} — падает, и график зависимости суммарного сопротивления {\displaystyle F} от скорости («кривая потребной тяги») имеет минимум в точке пересечения кривых {\displaystyle F_{0}} и {\displaystyle F_{i}}, при которой обе силы сопротивления равны по величине. При этой скорости самолёт обладает наименьшим сопротивлением при заданной подъёмной силе (равной весу), а значит, наивысшим аэродинамическим качеством.
Мощность, требуемая для преодоления силы паразитного сопротивления, пропорциональна кубу скорости, а мощность, требуемая для преодоления индуктивного сопротивления, обратно пропорциональна скорости, поэтому суммарная мощность тоже имеет нелинейную зависимость от скорости. При некоторой скорости мощность (а значит, и расход топлива) становится минимальной — это скорость наибольшей продолжительности полёта (барражирования). Скорость, при которой достигается минимум отношения мощности (расхода топлива) к скорости полёта, является скоростью максимальной дальности полёта или крейсерской скоростью.